# 17023 Абботт
17023 Абботт (1999 EG, 1993 RO9, 1995 DC3, 17023 Abbott) — астероїд головного поясу, відкритий 7 березня 1999 року.
Тіссеранів параметр щодо Юпітера — 3,506.